# Giro del Piemonte 2011
El Giro del Piemonte 2011 se disputó el 13 de octubre de ese año por un trazado de 199 km con inicio en Piasco y final en Novi Ligure.
Estuvo encuadrada en el UCI Europe Tour, dentro de la categoría 1.HC (máxima categoría de estos circuitos).
Tomaron parte en la carrera 18 equipos: 13 de categoría UCI ProTour (Omega Pharma-Lotto, Ag2r La Mondiale, Euskaltel-Euskadi, BMC Racing Team, Garmin-Cervélo, Lampre-ISD, Quick Step, Sky Procycling, Katusha Team, Liquigas-Cannondale, Leopard Trek, HTC-Highroad y Saxo Bank Sungard); y 5 de categoría Profesional Continental (Cofidis, le Crédit en Ligne, Acqua & Sapone, Androni Giocattoli-C.I.P.I., Team Europcar, Geox-TMC, Colnago-CSF Inox y Farnese Vini-Neri Sottoli). Formando así, en principio, un pelotón de 144 ciclistas, con 8 corredores cada equipo, de los que acabaron 52.
La carrera se decidió de lejos en el que un grupo de 29 corredores se distanció del pelotón. Estos afrontaron las dificultades finales de la carrera quedándose el grupo en 14 unidades. Finalmente Dani Moreno se impuso al sprint de este pequeño grupo por delante de Greg Van Avermaet y Luca Paolini, respectivamente.

## Clasificación final
| \| Posición \| Ciclista \| Equipo \| Tiempo \| \| -------- \| ------------------ \| ------------------- \| --------------- \| \| 1. \| Dani Moreno \| Katusha \| 4 h 45 min 16 s \| \| 2. \| Greg Van Avermaet \| BMC Racing \| m.t. \| \| 3. \| Luca Paolini \| Katusha \| m.t. \| \| 4. \| Thomas Voeckler \| Europcar \| m.t. \| \| 5. \| Nicolas Roche \| Ag2r-La Mondiale \| m.t. \| \| 6. \| Przemysław Niemiec \| Lampre-ISD \| m.t. \| \| 7. \| Daniele Bennati \| Leopard Trek \| m.t. \| \| 8. \| Andre Steensen \| Saxo Bank Sungard \| m.t. \| \| 9. \| Vincenzo Nibali \| Liquigas-Cannondale \| m.t. \| \| 10. \| Thomas Lövkvist \| Sky \| m.t. \| |                    |                     |                 |
| Posición | Ciclista           | Equipo              | Tiempo          |
| 1. | Dani Moreno        | Katusha             | 4 h 45 min 16 s |
| 2. | Greg Van Avermaet  | BMC Racing          | m.t.            |
| 3. | Luca Paolini       | Katusha             | m.t.            |
| 4. | Thomas Voeckler    | Europcar            | m.t.            |
| 5. | Nicolas Roche      | Ag2r-La Mondiale    | m.t.            |
| 6. | Przemysław Niemiec | Lampre-ISD          | m.t.            |
| 7. | Daniele Bennati    | Leopard Trek        | m.t.            |
| 8. | Andre Steensen     | Saxo Bank Sungard   | m.t.            |
| 9. | Vincenzo Nibali    | Liquigas-Cannondale | m.t.            |
| 10. | Thomas Lövkvist    | Sky                 | m.t.            |